# Bockarna Bruse på badhuset
Bockarna Bruse på badhuset (norska: Bukkene Bruse på Badeland) är en norsk animerad film från 2023. Filmen regisserades av Will Ashurst och skrevs av Karsten Fullu, Gry Moursund och Bjørn Rørvik.
Filmen hade biopremiär i Norge den 25 december 2023 och i Sverige den 15 mars 2024.

## Handling
De tre bockarna Bruse har ingen lust att i år gå till den gröna ängen för att äta sig tjocka av rädsla för trollet som bor under bron som leder dit. Istället åker bockarna på semester till badhuset. Vad bockarna inte vet är att trollet fått reda deras plan och följer efter.

## Rollista
| Roll                 | Norsk originalröst | Svensk röst                |
| -------------------- | ------------------ | -------------------------- |
| Storebror            | Trond Fausa        | Tomas Åkvik                |
| Mellanbror           | Mikkel Niva        | Jesper Adefelt             |
| Lillebror            | Cengiz Al          | Joakim Tidermark           |
| Trollet              | Jan Martin Johnsen | Anders Öjebo               |
| Kråka med grön mössa | Alexandra Gjerpen  | Carla Abrahamsen           |
| Kråka med röd mössa  | Sampda Sharma      | Dominique Pålsson Wiklund  |
| Kråka med gul keps   | Regina Tucker      | Emelie Clausen             |
| DJ                   | Andrea Bræin Hovig | Sam ”SamTheMan” Pettersson |

- Övriga röster – Ayla Kabaca, Cecilia Wrangel Skoug, Anna Isbäck, Daniel Sjöberg
- Översättare – Vicki Benckert
- Regissör och inspelningstekniker – Mikael Regenholz, Johan Lejdemyr
- Mixtekniker – Simon Ellegaard
- Ansvarig utgivare/Dubbing Supervisor – Nordisk Film
- Svensk version producerad av – Iyuno[6]

## Musik
- "Badhusets sång":
  - Framförd av: Anna Isbäck
- "Nam,nam,nam":
  - Framförd av: Anders Öjebo, Carla Abrahamsen, Dominique Pålsson Wiklund, Emelie Clausen
- "Kråkrap"
  - Framförd av: Joakim Tidermark, Carla Abrahamsen, Dominique Pålsson Wiklund, Emelie Clausen
- "Lägereldssång"
  - Framförd av: Tomas Åkvik, Jesper Adefelt, Joakim Tidermark
- "Badbussen"
  - Framförd av: Sam ”SamTheMan” Pettersson
- "Badhusets sång (Repris)"
  - Framförd av: Tomas Åkvik, Jesper Adefelt, Joakim Tidermark, Anna Isbäck, Anders Öjebo, Daniel Sjöberg, Cecilia Wrangel Skoug, Ayla Kabaca[6]